# Měchový fotoaparát

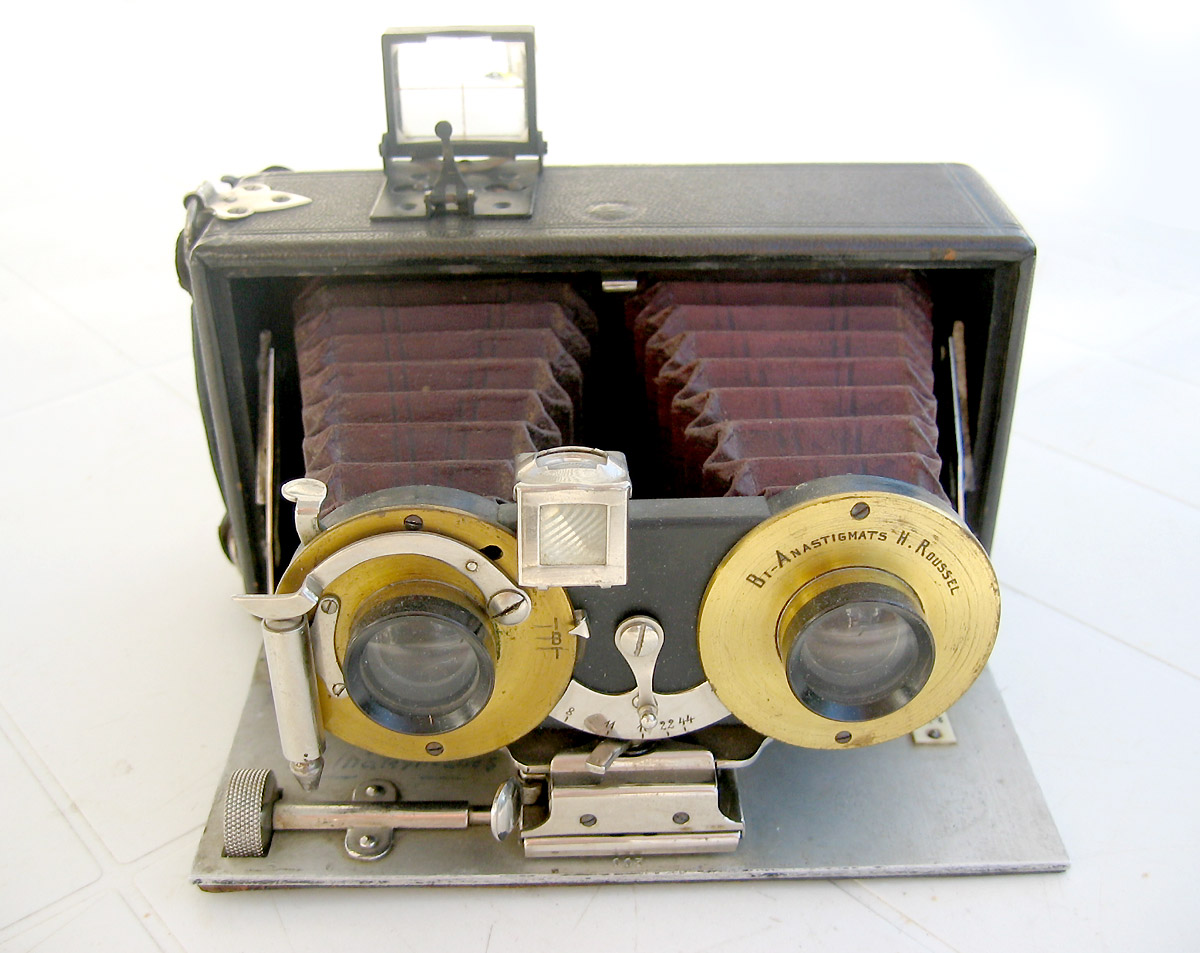
Stereofotoaparát Le Rêve se dvěma jehlancovitými měchy, Francie 1904

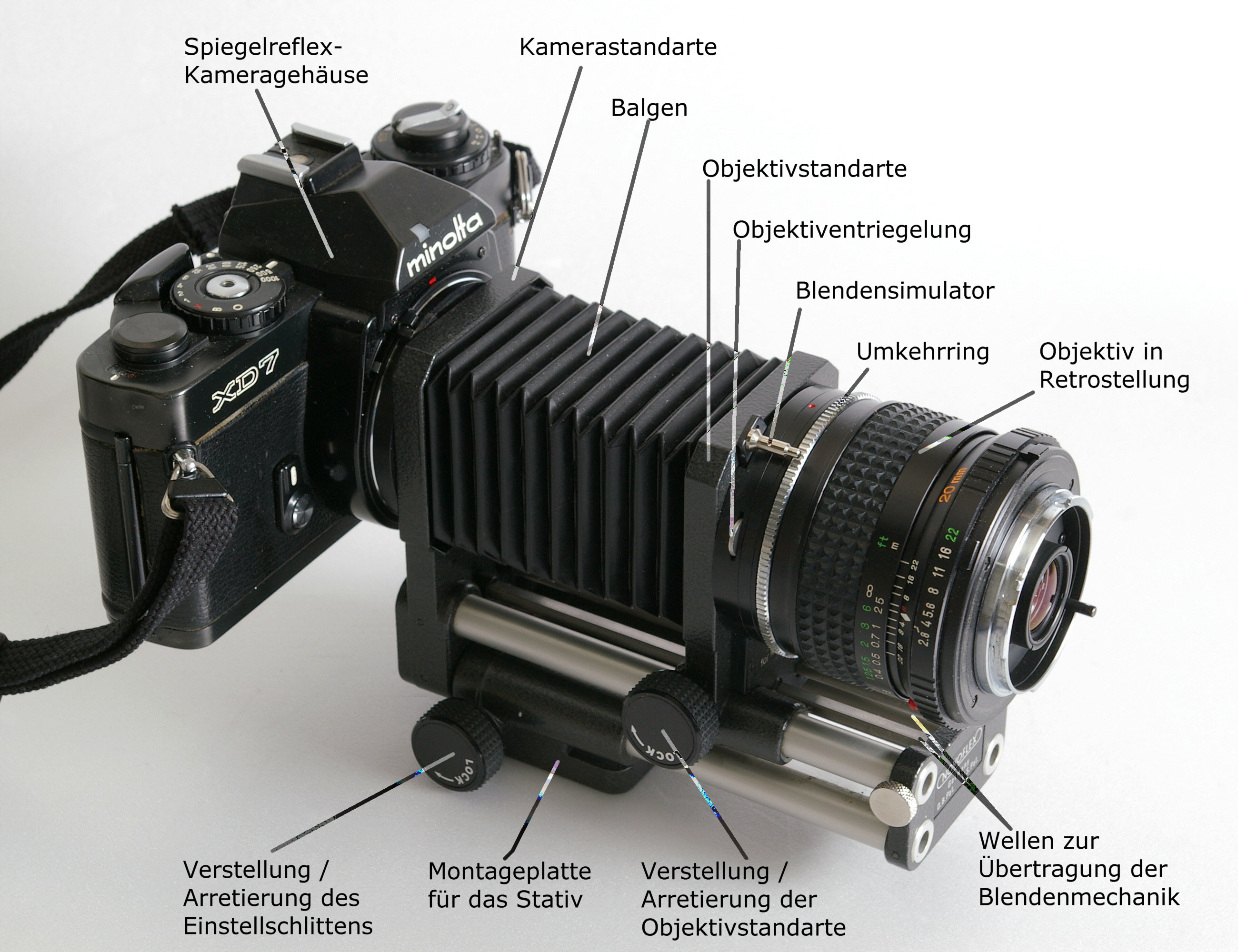
Fotoaparát s nasazeným měchem, reverzním kroužkem („Umkehrring“) a obráceným objektivem

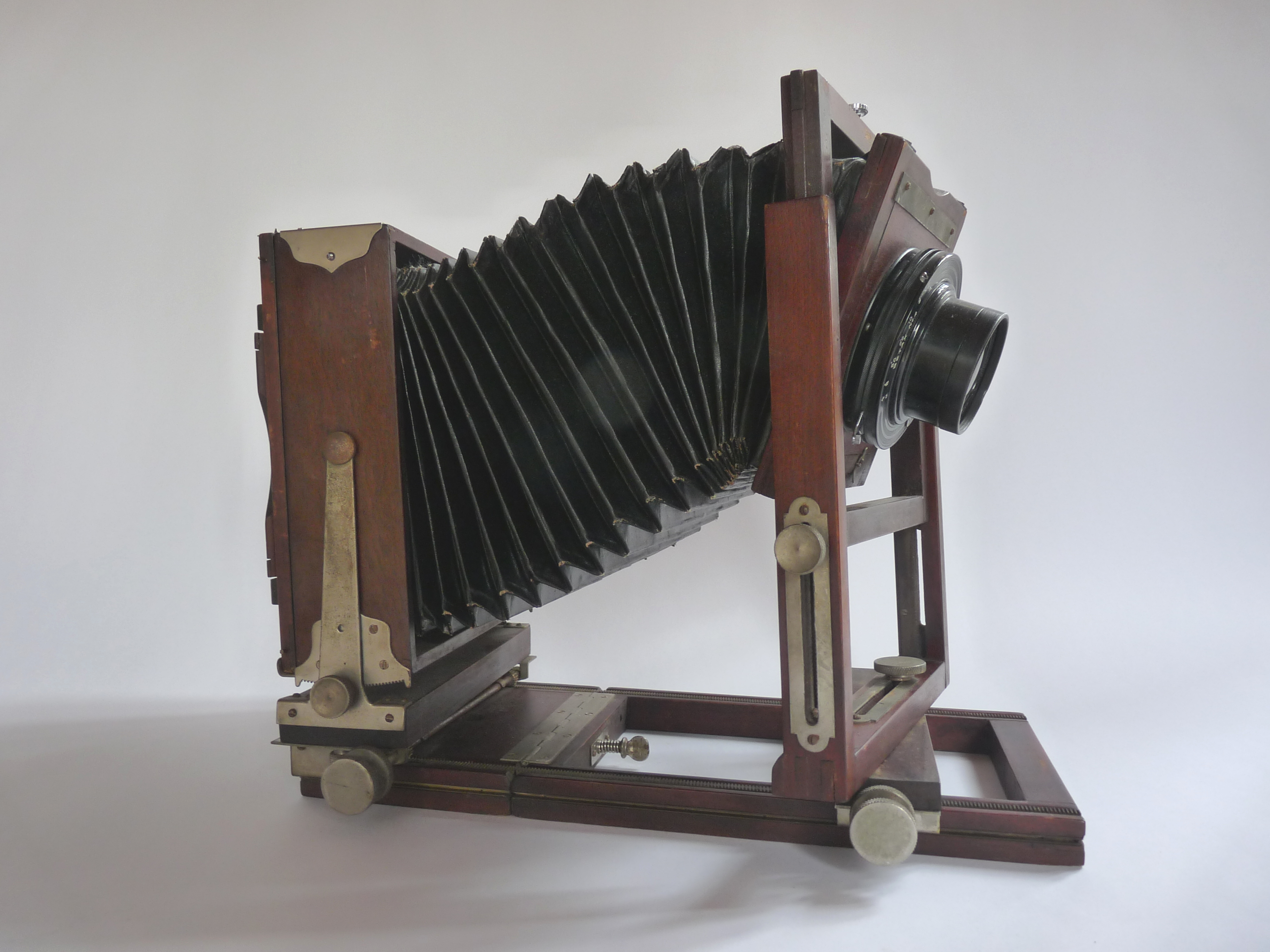
Profesionální měchové fotoaparáty redukují vady tvarovaným černým měchem, který parazitní světlo pohlcuje a neodráží

Měchový fotoaparát využívá fotografický měch, který umožňuje měnit vzdálenost objektivu od fotoaparátu. Měch je vyroben z kůže, plátna nebo z papíru s koženými rohy. Upevnění objektivu a fotoaparátu je řešeno kolejnicí. Měch spojuje objektiv s fotoaparátem světlotěsným způsobem. Bývá většinou černé barvy a uvnitř matný a profilovaný, aby nedocházelo k parazitním odrazům světla. Při použití s kopírkovou předsádkou na diapozitivní filmy lze pak diapozitivy kopírovat nebo digitalizovat pomocí digitálního fotoaparátu.

## Princip
S některými měchy je možné (podobně jako u tilt-shift objektivu nebo lensbaby) naklánět obrazové roviny vzhledem k objektivu a získat větší hloubku ostrosti (viz Scheimpflugovo pravidlo).
Využití měchu lze nalézt v makro fotografii. Umožňuje výrazně zvýšit ohniskovou vzdálenost, což má za následek zmenšení předmětové vzdálenosti a zvětšení zobrazovacího měřítka.
Měchy jsou speciálně určeny k použití pro objektivy určené pro záběry detailů a makrosnímky s relativně malým clonovým otvorem. Na měchy se mohou také velmi dobře používat objektivy pro zvětšovací přístroje, neboť jsou optimalizované pro snímání blízkých objektů s předmětovou vzdálenost od 30 do 40 cm.
Světelné normální objektivy a zejména širokoúhlé objektivy často dosahují mnohem lepší kvality obrazu, když jsou v obráceném postavení pomocí reverzního kroužku na závitu filtru.
Některé měchy jsou vybaveny převodovou hřídelí nebo kabelem, které umožňují využívat některých automatických funkcí mezi fotoaparátem a objektivem, jako je zavírání závěrky a částečně i přenos nastavení clony z fotoaparátu, takže i s měchem je možné použít měření s otevřenou clonou. V případě mechanického přenosu bude fungovat jen v "normální poloze" a nikoli s obráceným objektivem. Mechanická vůle převodových prvků také snižuje přesnost mechanického přenosu. Fotografické systémy, které přenášejí všechny funkce pro objektiv elektronicky, umožňují s patřičně vybavenými měchy bezztrátový přenos také v obráceném postavení.

## Historie
Poprvé využil skládaný měch na svém přístroji průkopník fotografie Joseph Nicéphore Niépce. Fotografické komory pracující se skleněnými kolodiovými negativy byly již od počátku konstruovány jako měchové. Měch býval celokožený, plátěný nebo papírový s koženými rohy. U cestovních přístrojů měl měch jehlancovitý tvar, což umožňovalo nejen úspornější skládání pomocí pákových nebo nůžkových mechanismů (sklopný fotoaparát), ale především práci se širokoúhlými objektivy.
Měchy využívaly také stereofotoaparáty. Přístroj s jedním společným měchem musel být uprostřed opatřen mezistěnou, aby obraz jednoho objektivu nepřesahoval do obrazu objektivu druhého. Častěji se však užívaly přístroje se dvěma měchy vedle sebe.

## Galerie

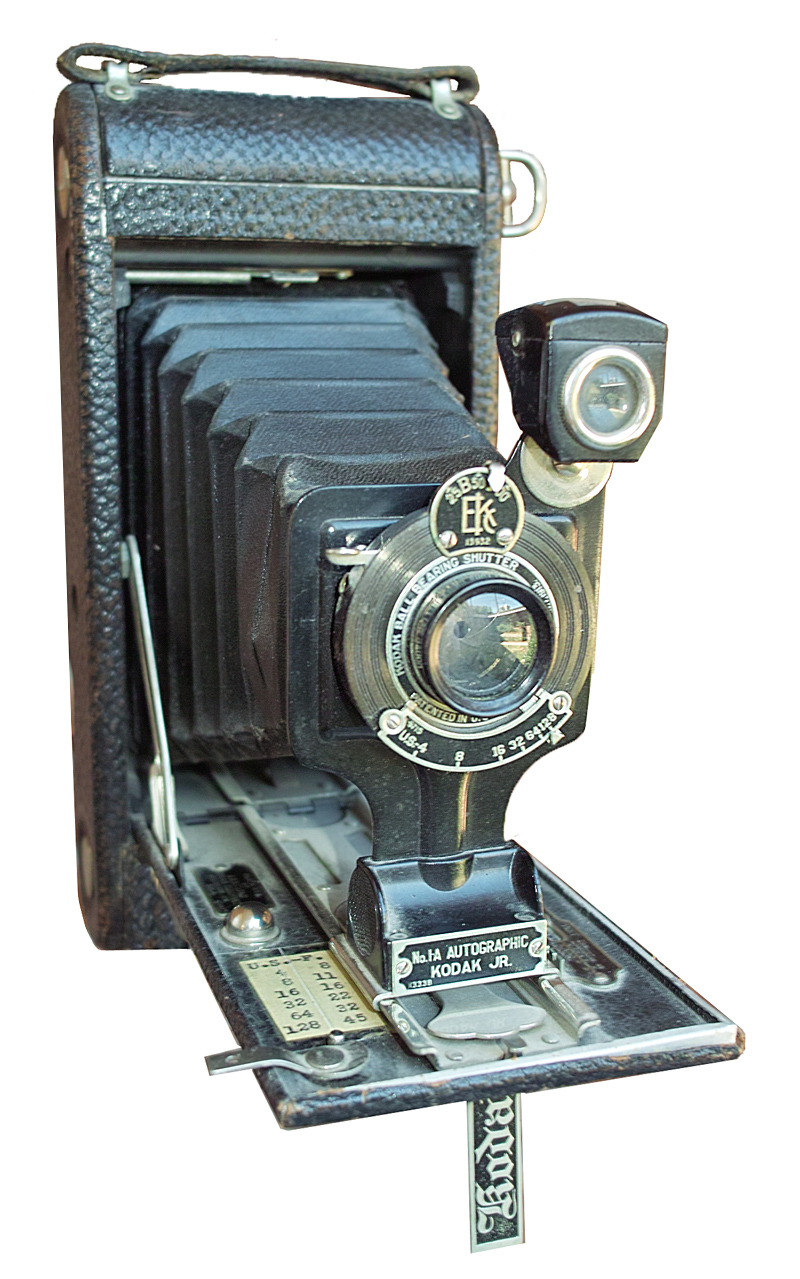
Měch využívají většinou sklopné fotoaparáty
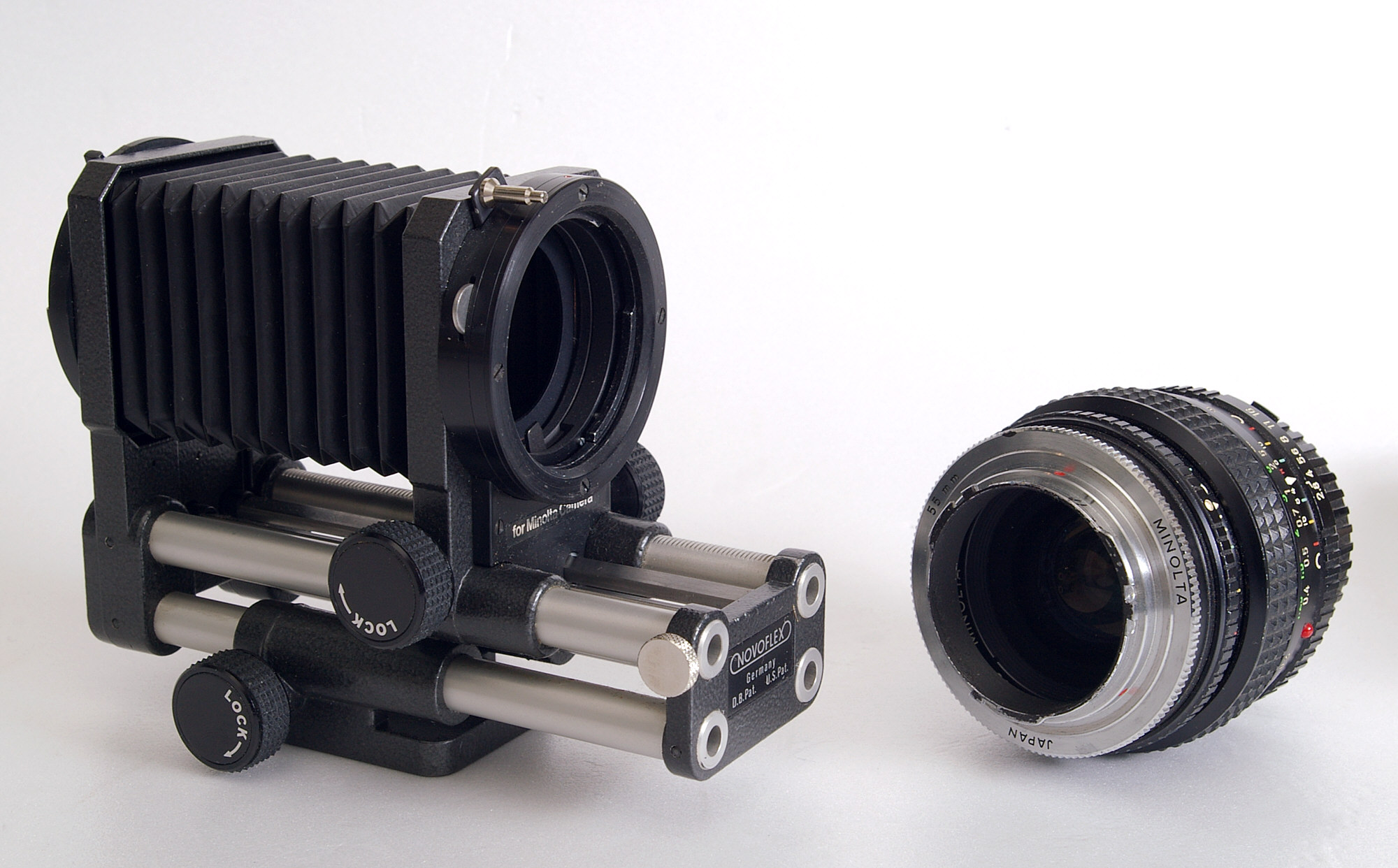
Měch a objektiv s namontovaným retroadaptérem, zde pro Minoltu MD
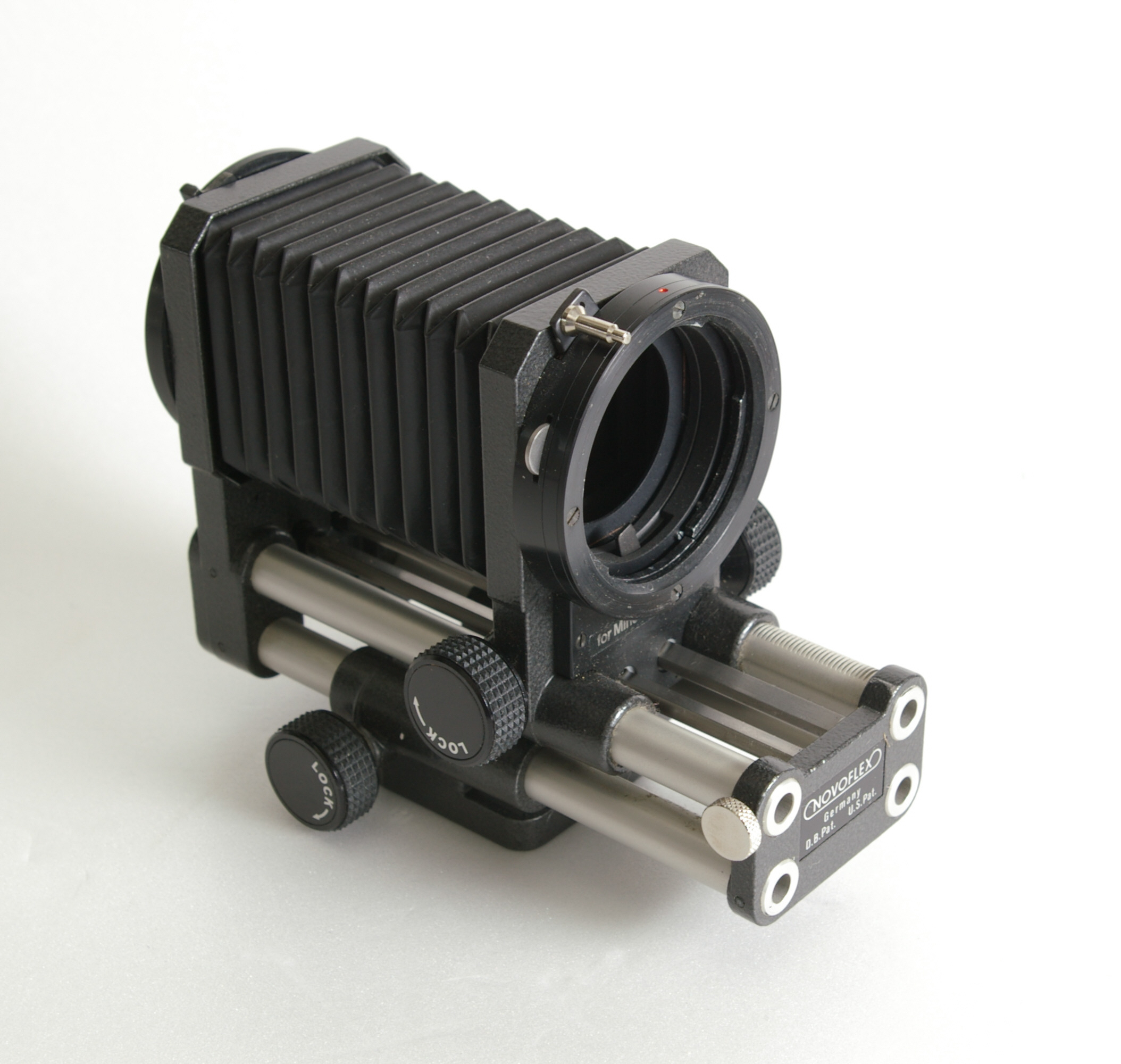
Automatický měch s mechanickým přenosem clonového čísla
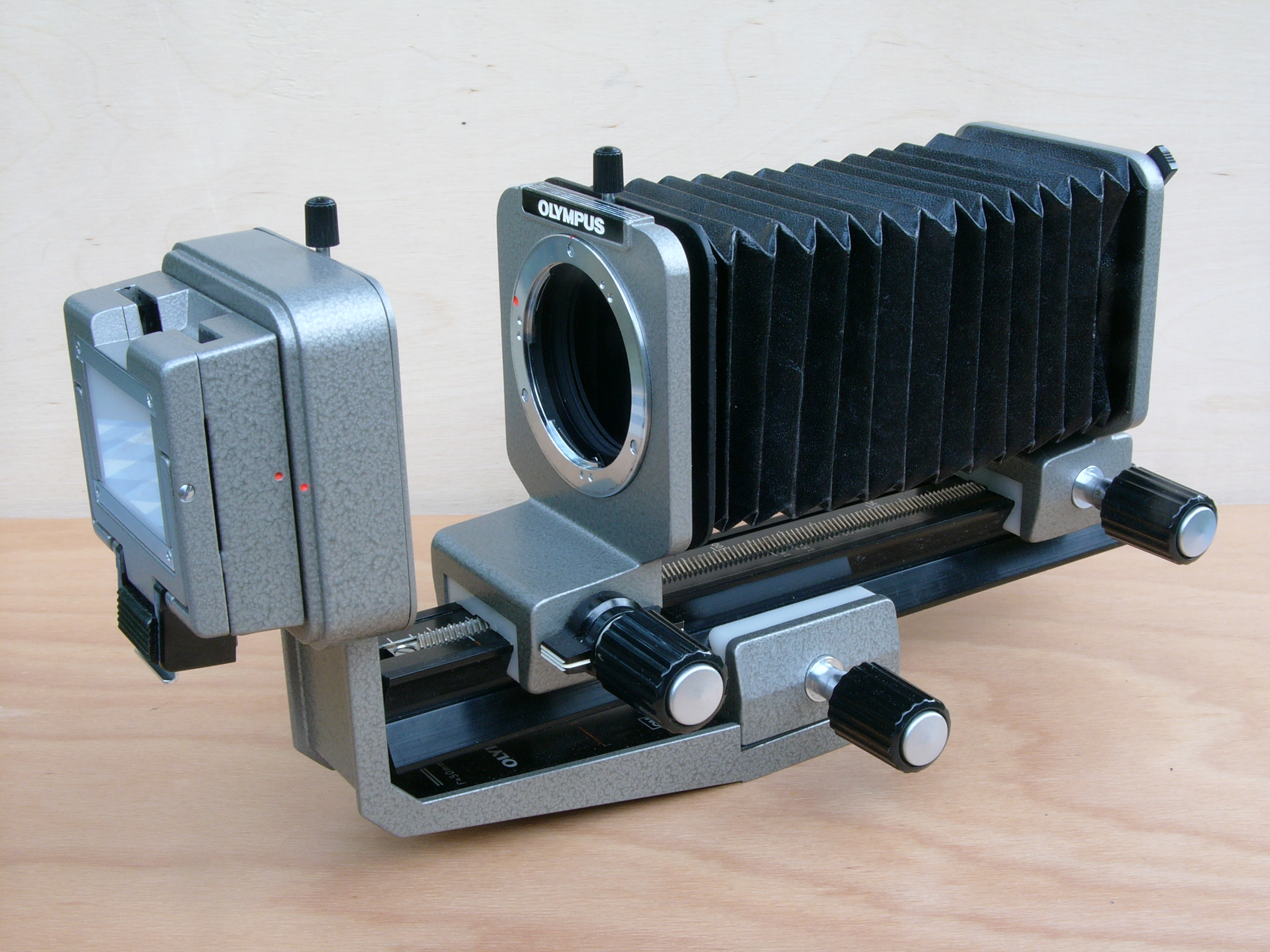
Měch se zařízením na kopírování diapozitivů
Mamiya RZ67 při ostření
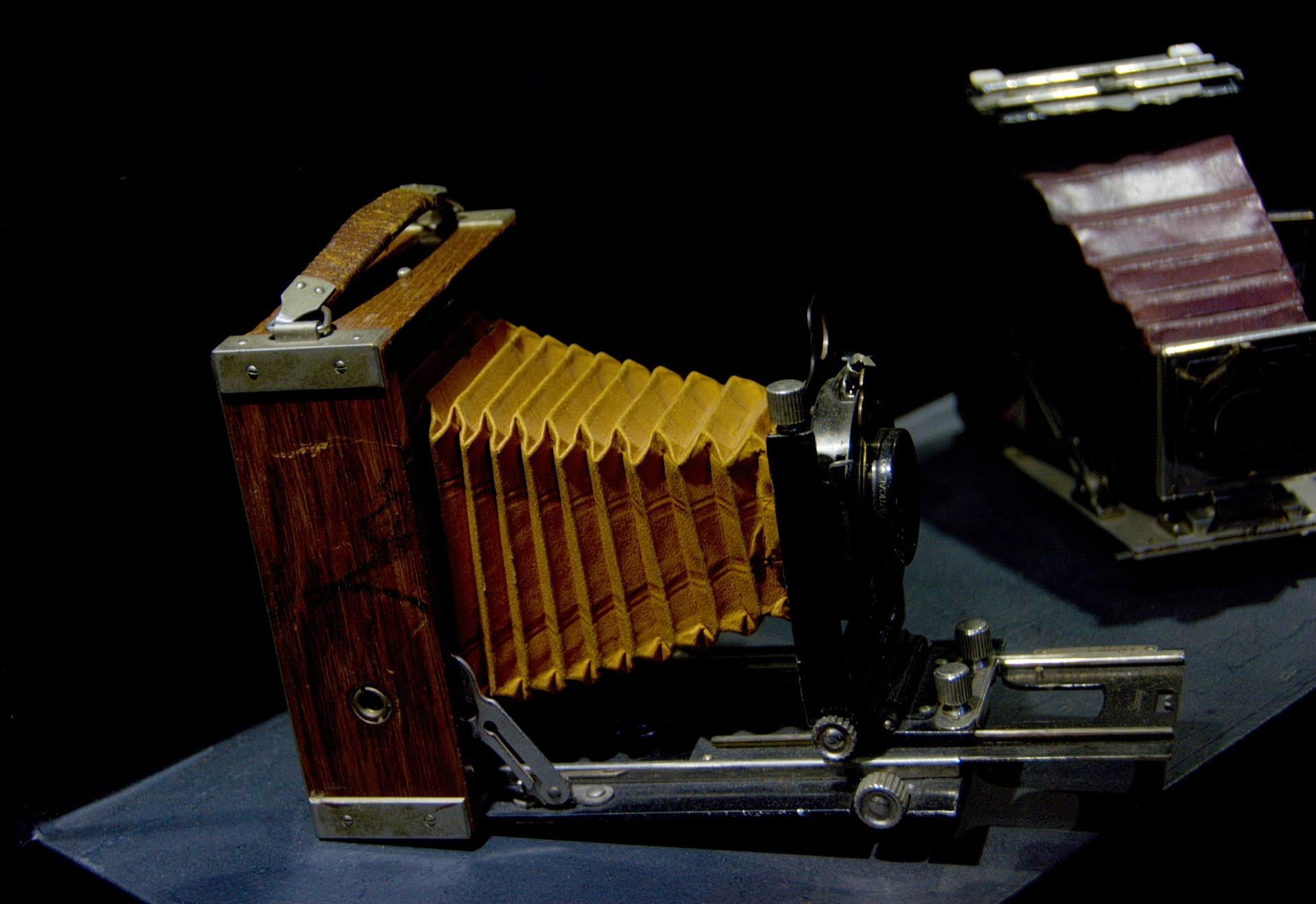
Měchový fotoaparát v Muzeu fotoaparátů v Georgtownu, Malajsie